# أحمد عمر (فنان تشكيلي)
'أحمد عمر'  لم يكن من النوبين حتي يتحدث عن النوبة (من مواليد 10 فبراير 1988) هو فنان بصري سوداني هاجر إلى النرويج وتحصل على الجنسية النرويجية وناشط LGBT يقوم بحملات من أجل المثليين.فر إلى النرويج حيث يمزج عمله الفني بين الإرث السوداني (على سبيل المثال، الفراعنة السود في مملكة كوش القديمة) والتأثيرات الغربية من خلال مزج القصص كأساس للأعمال. تم تفصيل تجربته في الظهور كواحد من أوائل السودانيين المثليين بشكل علني في فيلم فن الخطيئة.

## بدايته
ولد أحمد عمر في السودان في العاشر من فبراير 1988، لعائلة صوفية تقليدية عاشت بين مكة والسودان.

## الانتقال الى النرويج
وصل عمر إلى النرويج في عام 2008 كلاجئ سياسي من السودان، والتي كانت في ذلك الوقت واحدة من سبع دول التي تُعدم بسبب السلوك المثلي. حصل عمر على درجة البكالوريوس في الطباعة 2014 من أكاديمية أوسلو الوطنية للفنون، تليها درجة الماجستير في الفنون الجميلة.
يعيش عمر ويعمل في أوسلو، وأصبح فنانًا مشهورًا معروفًا بخلطه بين الإرث السوداني (على سبيل المثال، الفراعنة السود في مملكة كوش القديمة) والتأثيرات الغربية من خلال مزج القصص كأساس للأعمال. يتضمن فن عمر العروض الحية والعمل مع الخزف، المجوهرات،  والمطبوعات. عُرضت أعمال عمر في معاهد وطنية ودولية مختلفة.

## الفن ونشاط مجتمع الميم
في عام 2015، ظهر عمر على Facebook كواحد من أوائل الرجال المثليين من السودان، مما تسبب في انقلاب جزء كبير من المجتمع السوداني ضده، بما في ذلك الأقارب. تم تفصيل تجربة عمر في الظهور كواحد من أوائل السودانيين المثليين بشكل علني في فيلم فن الخطيئة. وصف عمر تجربته كمثلي، قبل الظهور، في مقابلة مع My.Kali على النحو التالي:
اعتقدت أنني لُعنت وأن الله سيعاقبني بالحزن الأبدي، وفيروس نقص المناعة البشرية وسأموت مثل فريدي ميركوري، وأنني سأجلب العار لعائلتي. أردت بشدة أن أموت. كنت وحيدا جدا.
يستخدم عمر تحربته الشخصية لمناقشة حياة الكوير في السودان وعلى الصعيد الدولي. شارك عمر قصتهم في فصل "رحلة الحب" من كتاب هذا العربي مثلي (2022)، مختارات كتبها كتاب LGBTQ + العرب. في مقابلة مع المجلة السودانية 500 كلمة ‏، حول الفن، كرر عمر إيمانه بأنه" كان هناك مجموعات مثليين من الرجال يعيشون في مملكة كوش" وهو ما يتحدى الاعتقاد الراسخ بأن رهاب المثلية متأصل في المجتمع السوداني.

### الإسلام في عمل عمر
رغم أن عمر ملحد، إلا أنه نشأ في بيئة إسلامية محافظة. جعلت الإسلام والثقافة العربية تلعب دورًا في هوية عمر وفنه. العديد من منحوتات عمر مستوحاة من القرآن، مثال آية " أَيُحِبُّ أَحَدُكُمْ أَنْ يَأْكُلَ لَحْمَ أَخِيهِ مَيْتًا فَكَرِهْتُمُوهُ"، من القرآن سورة 49 الآية 12، التي أصبحت اسم أحد أعماله. وماذا تبقا! الذي يصف قصة لوط الذي أُرسل إلى مدينتي سدوم وعمورة كنبي. منحوتة عمر 2016 بعنوان "مجموعة التنقية" تعرض الأدوات المستخدمة في الوضوء.
عمل مجوهرات عمر، حجاب، تجول في الرابط القوي بين التمائم الدينية والخرافات وربط تميمة 365 معاً، واحدة لكل يوم من أيام السنة، لحماية مرتديها من الأذى وجلب الحظ. تحتوي العديد من رسومات عمر على كلمات وخربشات عربية.
عمل عمر يحتضن الثقافة السودانية، على سبيل المثال استخدامه للمثل سوداني، الماعنده أهل، يعمل أهل من طين، في سرد تجربته مع اسرته، تحديدا والده الذي تبرأ منه بعد اعلانه عن ميولة الجنسية . في عام 2018، حصل عمر على الجنسية النرويجية، وحضر حفل التجنس مرتديًا زيًا يمزج الثقافات السودانية والنرويجية، في ثوب اسماه الهوية المطرزة.

#### شايل وش القباحة
نمت شعبية عمر كوجه لمجتمع المثليين السودانيين ولكن العداء تجاهه آخذ في الازدياد أيضًا. المثل سوداني يقول "شايل وش القباحة"، عادةً يصف شخصًا يفعل شيئًا غير مألوف، ويواجه مشكلة ويتحمل اللوم عن ذلك. في هذه الحالة، أن تكون مثلي الجنس. أكمل عمر التصوير الفوتوغرافي لهذا المشروع في السودان أثناء تصوير فن الخطيئة. حيث التقط عمر صوراً مع سودانيين آخرين من مجتمع الميم، لكن مع وجه عمر يحجب وجههم. تم تحويل صور المشروع إلى رسومات جرافيتي في أكتوبر 2022، بواسطة Kulturbyrået Mesén، في محطة أوسلو الرئيسية ومحطة المطار ومحطة التزلج.

#### الثورة السودانية
تجلى سعي عمرالأبدي في استكشاف هويتهم وسياقهم بشكل أكبر أثناء دعم الثورة السودانية من خلال النحت، ثورة ، ثورة. في يونيو 2019، إنضم عمر إلى NYC Pride March مرتديًا زيًا مستوحى من التراث السوداني. في عام 2020، خلال حدث الفنون والحرف اليدوية الذي نظمته أكاديمية أوسلو الوطنية للفنون، ناقش عمر وعرض حالة فنه الذي يتعامل مع العلاقة بين الفن والديمقراطية في سياق السودان وديكتاتورية 30 عامًا . في عام 2021، أظهر مشروع صورة في يد الله نساء السودان الثائر، الكنداكات. حملت الثورة السودانية الأمل لعمر في العيش بحرية في دولة ديمقراطية حيث يتم تقدير الجميع على قدم المساواة.

#### عِزّة النيل 2030
كان عمر مقتنعًا بأنه سيكون هناك مسيرة فخر المثليين في السودان قبل أن يموت. هذه المسيره لعمر أقرب إلى الكريسماس أو العيد ، ولهذا السبب يروج عمر بنشاط لعِزّة النيل 2030، مهرجان الفخر الذي سيقام في الخرطوم، السودان عام 2030. ومع ذلك، في بلد حيث يكاد يكون من المستحيل تسجيل منظمات مجتمع الميم،  لا يبدو أن الهدف هو الحدث / السنة بل نشر الوعي وتحدي السرد.

## الجوائز والتكريم

### 2021
- عرض وثائقي KunstnerLiv NRK.[32]
- مرشح لجائزة Sandefjord Kunst للفنون.[33]

- منحة عمل فنان، مجلس الفنون بالنرويج .

### 2018
- منحة عمل فنان شاب ومؤسس حديثًا، مجلس الفنون بالنرويج.
- إقامة استوديو أتيليه كونستنيرفوربونديت.[34]

- جائزة NOoSPHERE Artist Residency، مدينة نيويورك.[35]

- جائزة مؤسسة شيبلر للفنون والحرف.[36]

2017 جائزة Debutante ، Kunsthånverk ، Norske kunst og hånverkers Årsutstilling، المتحف الوطني للفنون الزخرفية ، تروندهايم.
2016 منحة طلاب الفنون من BKH، صندوق الإغاثة النرويجي للفنانين التشكيليين.

## مجموعات عامة مختارة

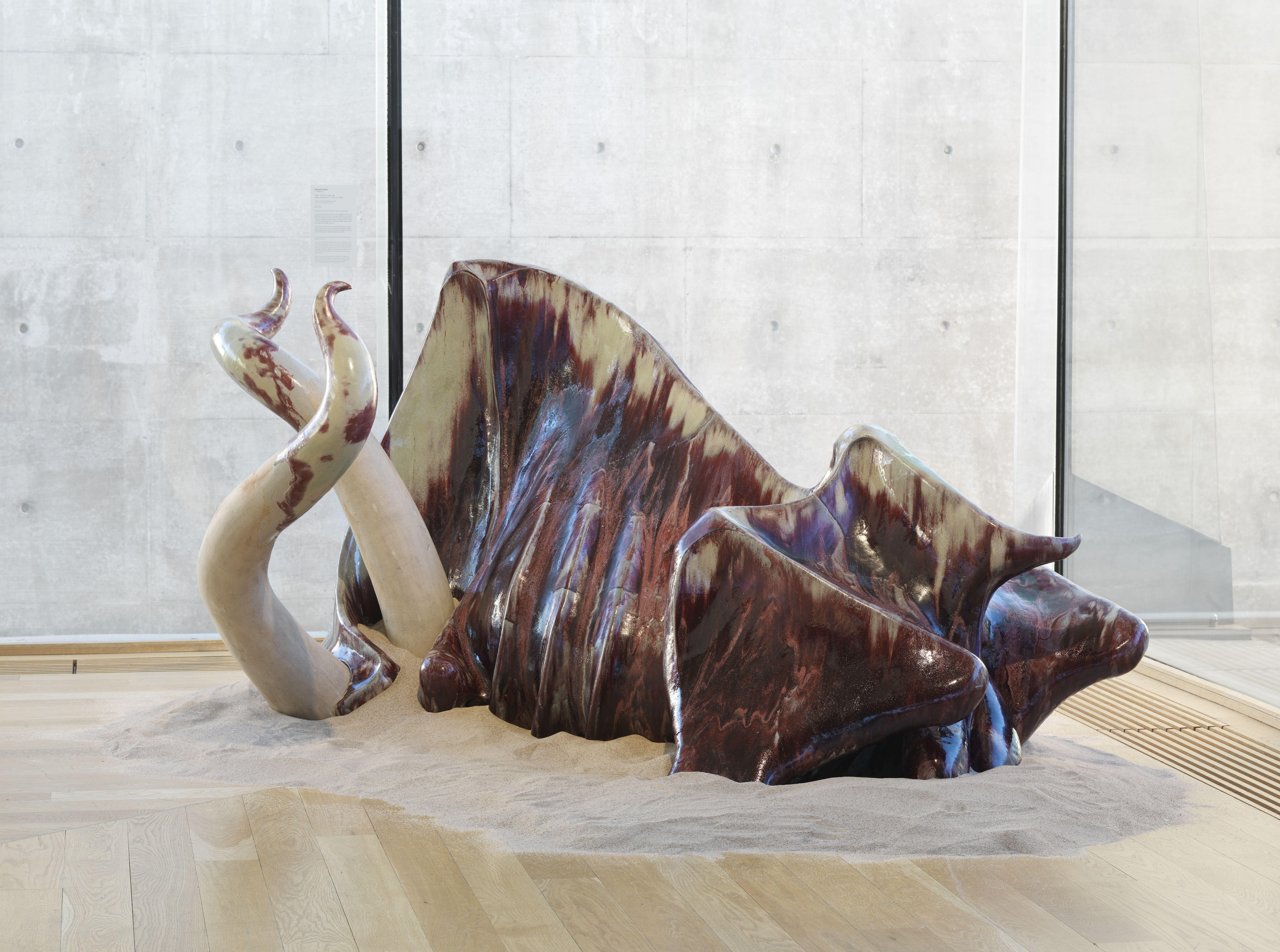
النحت ، الثورة، الثورة في المتحف الوطني النرويجي، أوسلو

2021 ماذا تبقا (التابوت)، Vestfossen Kunstlaboratorium.
2020 الصلاة المحرمة: وزارة الخارجية النرويجية (تركيب لسفارة النرويج بالخرطوم، السودان.
2019 ثورة ، ثورة، المتحف الوطني النرويجي ، أوسلو.
2019 من الحجاب للحنة، المتحف الوطني للفنون الزخرفية ، تروندهايم.
2017 حجاب، مجموعة فنون بلدية أوسلو.

## اعمال المختار
2023 الكتائب المتوهجة: مسبحة 99، ( مخطط ) Kunstnernes Hus ، أوسلو.
2022 Solace in Clay، الأكاديمية الدولية للسيراميك، الأمم المتحدة، جنيف.
2021 بيد الله، Ha Gamle Prestegard، أوسلو.
2020 فن الخطيئة فيلم وثائقي.
2019 الماعنده أهل, يعمل أهل من طين، Last Frontier art space ، مدينة نيويورك ، الولايات المتحدة الأمريكية.
2017 Kunsten a være syndig، فيلم وثائقي قصير.

## أنظر أيضا
- حقوق الإنسان في السودان
- حقوق المثليين في السودان
- LGBT في الإسلام
- حقوق المثليين في إفريقيا